# Sphaerodothis trinitensis
Sphaerodothis trinitensis är en svampart som beskrevs av Chardón 1932. Sphaerodothis trinitensis ingår i släktet Sphaerodothis och familjen Phyllachoraceae.   Inga underarter finns listade i Catalogue of Life.